# Sauro Sili
Sauro Sili (Pesaro, 1º febbraio 1922 – Sassocorvaro, 7 luglio 1991) è stato un pianista, arrangiatore, direttore d'orchestra e docente italiano.

## Biografia
Viene avviato allo studio della musica già all'età di quattro anni dal padre, valido strumentista autodidatta, che gli impartisce le prime nozioni di teoria e solfeggio.
È sempre il padre che l'anno seguente lo conduce da Riccardo Zandonai per un'audizione. Il maestro trentino riconosce subito la grande musicalità e l'orecchio assoluto del bambino. Non potendo ammetterlo al Liceo Gioachino Rossini per la troppo giovane età, lo raccomanda alla migliore insegnante privata di pianoforte di Pesaro: è la contessina Sofia Zanucchi che prende pochissimi allievi e solo se particolarmente dotati.
A sette anni Sauro Sili entra al Liceo Rossini dove studia pianoforte con il M° Amilcare Zanella sino al 1935; nello stesso anno vince una borsa di studio per il Regio Conservatorio Santa Cecilia di Roma.
Nel 1937, finiti i due anni di studio a Roma, rientra a Pesaro dove riprende gli studi di pianoforte sempre con il M° Zanella e inizia lo studio della composizione con il M° Piero Giorgi.
L'anno successivo il M° Vincenzo Mannino diventa suo maestro di pianoforte e tale resterà sino al conseguimento del diploma.
In questo periodo Sauro Sili pratica un'attività sportiva a livello agonistico che lo porta a diventare portiere titolare della Vis Pesaro. Nel 1940 però, a causa di un infortunio, deve rinunciare alla carriera agonistica.
Nel 1942 è chiamato sotto le armi e parte per il fronte balcanico.
Alla fine di agosto del 1943, grazie ad una provvidenziale licenza per esami riesce tornare a Pesaro con l'ultimo idrovolante.
Il 27 settembre 1943, nel marasma generale, riesce tuttavia a diplomarsi brillantemente in pianoforte.
Nel 1950, dopo il diploma in composizione, Sauro Sili parte per Milano accolto da un suo vecchio compagno di liceo, il M° Armando Sciascia. È con questo amico che compie i primi passi alla Galleria del Corso, Corso Vittorio Emanuele, luogo di ritrovo di impresari, direttori d'orchestra, musicisti e cantanti.
Qui ha l'occasione di incontrare il M° Carlo Zeme che è alla ricerca di un pianista che sappia leggere la musica a prima vista (Zeme e la sua grande orchestra hanno un contratto con la Perla del Casinò di Venezia: attrazioni internazionali, un balletto classico e cantanti americani).
Il M° Zeme mette subito alla prova Sauro Sili e lo assume.
La stagione a Venezia è un successo. Un impresario gli offre un contratto di un anno come pianista di concertino e pianobar, in una holding di grandi alberghi a capitale americano, in Egitto: il Cairo e Alessandria, poi Baghdad, Damasco, Cipro (Nicosia e Limassol) e Atene.
Infatti sia l'aristocrazia che i personaggi dell'alta finanza o i diplomatici, in occasione dei loro ricevimenti, si contendono il talento musicale del M° Sauro Sili.
È così che egli suona più volte nel palazzo cairota della Principessa Fawzia (sorella del Re di Giordania e moglie appena ripudiata di Re Fārūq).
A Baghdad invece suona nel palazzo del giovane Re Faud che da lì a poco verrà ucciso nel corso della rivoluzione.
Nel 1951 Sauro Sili viene contattato dal violinista Max Springer, il quale è alla ricerca di un pianista per la sua orchestra. Si tratta di andare a suonare in Turchia: sei mesi ad Ankara all'Ankara Palace e sei mesi al Denitz Club (club della Marina), ambienti esclusivi riservati a diplomatici, a personaggi della finanza internazionale e agli alti gradi della Marina turca.
Al ritorno a Milano, verso la fine del 1952, in galleria conosce il M° Giordano Bruno Martelli che gli offre un nuovo contratto come pianista per la sua orchestra a Beirut.
Sauro Sili allo stesso tempo inizia ad elaborare orchestrazioni di musica classica facilitate per balletti e arrangiamenti per cantanti.
In Libano viene poi ingaggiato da Radio Beirut come pianista delle registrazioni radiofoniche e arrangiatore; inoltre Radio Cipro, che registra le sue trasmissioni a Beirut perché non dispone delle apparecchiature idonee lo ingaggia a sua volta come pianista-arrangiatore.
Nel giugno del 1954 il M° Nalbankian, direttore di tutti i programmi di Radio Beirut e di Radio Cipro, lo nomina direttore responsabile per la parte musicale dei programmi delle due Radio, oltre che pianista-arrangiatore.
Nel giugno del 1955, per motivi di salute, Sauro Sili decide di tornare in Italia e di trascorrere l'estate in riposo a Pesaro.
A settembre è nuovamente a Milano perché il M° Sciascia lo vuole in orchestra per incidere dei dischi per la Fonit Cetra.
Sempre il M° Sciascia lo presenta a diversi incaricati di formare le orchestre per le incisioni discografiche, i quali lo prendono subito tra i loro nominativi.
La ragione commerciale è che se per suonare nelle orchestre da ballo non è necessario saper leggere la musica a prima vista, per incidere dischi invece è imperativo… perché il tempo è denaro.
Sauro Sili inizia dunque una nuova fase della sua attività.
Dal settembre 1955 al maggio 1957 suona con l'orchestra Panfili all'Arethusa Night-Club di Milano, dove si suona esclusivamente jazz, prevalentemente dixie e be-bop, oltre a brani della grande tradizione melodica americana.
Questo contratto gli verrà rinnovato per anni.
Nei mesi estivi, per 4 anni di seguito, cioè sino a settembre 1960, Sauro Sili suona con l'orchestra del M° Virgilio Marzorati alle Terme di Recoaro.
Il 1º settembre 1961 diventa direttore della casa discografica della Curci, la Carosello, che intende lanciarsi nel mercato della musica leggera. Ma già nel 1962 Sauro Sili si dimette.
Nel maggio dello stesso anno viene contattato dal M° Ferrero, direttore dei programmi musicali della Rai, che gli commissiona dieci orchestrazioni da registrare con l'orchestra ritmica della Rai per un programma che a vari titoli durerà lunghi anni.
Dal 1962 al 1982 Sauro Sili effettua circa 300 orchestrazioni, registrate poi con l'orchestra Rai. Tutte le orchestrazioni e registrazioni sono di proprietà dell'archivio Rai.
Sempre nel 1962 è il pianista dell'orchestra nella trasmissione televisiva L'amico del Giaguaro con Gino Bramieri, Marisa Del Frate e Raffaele Pisu. Ancora nel 1962, in ottobre, viene ingaggiato come M° sostituto della Rai per Canzonissima di Dario Fo. Come M° sostituto ha l'incarico di fare gli arrangiamenti per i cantanti, per il balletto, per il brano d'esibizione della sola orchestra, e gli stacchi musicali, senza mai apparire.
In compenso, sul rullo, alla fine della trasmissione, il suo nome è inserito subito dopo il nome del direttore d'orchestra.
Sull'onda di questa pubblicità, Sauro Sili inizia un'attività frenetica come arrangiatore e direttore d'orchestra presso tutte le grandi case discografiche di Milano, partecipando inoltre a tutti i festival: Sanremo, Napoli, Roma, Taormina, Cagliari, Zurigo, Bari e Mostra Internazionale di Musica Leggera di Venezia.
Nel 1963 è nuovamente in TV dove collabora con Gorni Kramer e Marcello Marchesi per la trasmissione Il Signore di mezza età.
Nell'estate del '64 segue il Cantagiro con Gorni Kramer, e al ritorno è la solita registrazione di brani con l'orchestra Rai.
Nel marzo del 1965 la Rai lo incarica di comporre la musica per una commedia TV: Buon Compleanno con la compagnia Aroldo Tieri, Giuliana Lojodice e Ave Ninchi, e, di lì a poco, per un'altra commedia: Tra vestiti che ballano con la compagnia di Gianni Santuccio. Contemporaneamente prepara i provini di brani per i cantanti che parteciperanno ad Un disco per l'estate a Saint-Vincent. È così che gli capita di fare l'arrangiamento e dirigere l'orchestra per fare incidere un brano a una cantante poco nota, alla quale la casa discografica Phonogram ha affidato una canzone melodica adatta alla sua voce. La cantante è Orietta Berti ed il brano è Tu sei quello con il quale la Berti vincerà Il disco per l'estate.
Tra il 1965 e il 1966 Sili è sempre impegnato a fare orchestrazioni e registrazioni con l'orchestra Rai e le case discografiche, nonché per i vari festival.
Orietta Berti, nel gennaio 1967, non avendo più conosciuto un successo paragonabile a Tu sei quello, chiede alla sua casa discografica di richiamare il Maestro che l'aveva fatta vincere a Saint-Vincent. Altrimenti non andrà a San Remo. La Phonogram richiama allora il M° Sili. Il brano Io tu e le rose viene scelto, arrangiato, inciso ed eseguito a San Remo. Si ripete il successo di Saint-Vincent. Vendite alle stelle. Sauro Sili viene ingaggiato come produttore della Berti. Tournée in Italia e all'estero, incisioni e il Disco d'oro per la Berti registrato a Parigi.
1º luglio 1967: Gondola d'oro della Mostra internazionale di musica di Venezia alla cantante e al suo produttore e arrangiatore-direttore. La collaborazione con la Berti e la Phonogram continuerà sino al giugno 1968.
Nell'ottobre del 1968 è la volta di Ferma la musica, trasmissione radiofonica di quiz con Mike Bongiorno. Ad ogni puntata partecipano tre cantanti celebri, sia italiani che stranieri, con l'obbligo di cantare dal vivo con l'orchestra; c'è inoltre un brano arrangiato e diretto per l'esibizione della sola orchestra.
Nell'ottobre del 1969, di nuovo con Mike Bongiorno.
Nel 1970 Ferma la musica ancora continua, ma questa volta il conduttore è Pippo Baudo.
Nel 1971 Sauro Sili compone la musica per il dramma di Mikhail Bulgakov La Fuga prodotto dalla Rai. Poi, sempre per la Rai, cura la parte musicale di una trasmissione con Ric e Gian: Non si entra senza cravatta.
Ottobre 1972: Dal 1972 al 1973 collabora nuovamente con Pippo Baudo per la trasmissione Sette voci, in qualità di arrangiatore e direttore d'orchestra. Poi, nel 1973, è la volta di Un'ora per voi con Corrado. Infine, nel 1974, Sauro Sili è l'arrangiatore e direttore d'orchestra per Alle sette della sera di Maurizio Costanzo, con Christian de Sica conduttore e cantante.
Questo è l'anno nel quale il M° Sauro Sili, avendo ormai seri problemi con la schiena, decide di ridurre la sua attività, pur continuando l'insegnamento che non ha mai abbandonato, le orchestrazioni e registrazioni con l'orchestra della Rai, senza però mai più collaborare con le case discografiche o partecipare ai festival.
Composizioni musicali
Nel 1962 è stato eseguito a Trieste un Poema sinfonico del Maestro intitolato Impressioni italiane, la cui partitura è stata depositata al Conservatorio di Pesaro.
Nel 1984 Sili compone una Messa cantata in latino con 3 differenti organici depositata alla SIAE, composizione eseguita a Lione e a Todi.
Tutte le sue altre composizioni sono sempre fatte su richiesta dei colleghi.
Per il M° Torrebruno, timpanista della Scala ed insegnante al Conservatorio di Genova, compone un brano edito intitolato Dialogo per timpano e pianoforte che viene eseguito a Lanciano, sede di un corso di perfezionamento musicale di cui egli è il Direttore ed organizzatore.
Per il M° Ferrari, Primo trombone della Scala nonché insegnante in ben tre conservatori, Sauro Sili scrive Tre tempi per due flauti – Musica per quattro (tromba, trombone, corno, basso-tuba) - Tre tempi per flauto e clarinetto – Musica per cinque (tromba, trombone, clarinetto, fagotto, vibrafono).
Per l'arpista dell'orchestra sinfonica della Rai, insegnante presso la Civica Scuola di musica di Milano, Sili scrive Divertssement per arpa e fagotto, e per una collega pianista del Conservatorio G. Verdi una suite di piccoli brani per pianoforte dal 3º anno di studio in poi.
Nel 1994, dopo la morte del Maestro, la casa editrice Bèrben pubblica Cantico per un eroe composto nel 1990 su richiesta del M° Morresi, in seguito il brano viene inciso su compact disc dal Quartetto italiano di Flauti Les Flûtes Joyeuses che spesso lo eseguono nei loro concerti.
Insegnamento
Per quattro anni, dal 1963 al 1967, il M° Sili insegna tecnica del commento musicale presso la Civica Scuola di Musica di Milano diretta dal M° Sergio Marzorati.
In seguito otterrà la cattedra di Teoria e Solfeggio, prima con incarico a tempo determinato poi di ruolo.
Dal 1973 al 1975 insegna anche al Conservatorio G. Verdi di Milano, sempre per la cattedra di teoria e solfeggio, poi dal 1975 al 1987 come insegnante di ruolo.
Nell'anno 1984 viene designato come insegnante d'armonia dal Direttore M° Marcello Abbado. e successivamente ritornerà a insegnare anche teoria e solfeggio.
Insegna al Conservatorio G. Verdi di Milano sino al 1987.
Pubblicazioni
1971 - Guida per l'arrangiatore moderno, Ricordi Editore.
1974 - Due fascicoli di trascrizioni facilissime per strumenti e tastiera di 10 brani ciascuno dei Beatles, Ricordi Editore.
1988/1981 - Venti fascicoli di trascrizioni facilitate di celebri brani d'opera, celebri danze, melodie nuziali e canti di Natale; pagine scelte di Gershwin, di musica da film, brani di Tenco, Paoli, Aznavour. Ricordi Editore.
1989 - Due fascicoli di dieci brani ciascuno intitolati Io suono per la mamma, Io suono per il papà, sempre da Ricordi Editore. Tutti brani per pianoforte, da lui composti e studiati con l'intento di continuare a mantenere vivo l'interesse degli allievi.
Altri due fascicoli sono pronti per il secondo corso quando la malattia gli impedisce di terminare il compito.
Il Maestro Sauro Sili muore il 7 luglio 1991 a Sassocorvaro in provincia di Pesaro-Urbino
e la salma riposa nel cimitero della stessa cittadina.
Tutta la documentazione ed il curriculum personale sono stati donati dalla moglie Ginette Michelin-Sili alla Mediateca delle Marche che ha sede a Senigallia, tali documenti sono stati consegnati e protocollati il 14 febbraio 2008 con nº 61/SS/AM.

## Festival di Sanremo
Il Maestro Sili ha diretto l'orchestra in quattro edizioni del festival di Sanremo:
- Festival di Sanremo 1965
- Festival di Sanremo 1966
- Festival di Sanremo 1967
- Festival di Sanremo 1968